# American Heritage
American Heritage (patrimoni americà) era una revista trimestral dedicada a cobrir la història dels Estats Units pel públic generalista. Fins al 2007, la revista va ser publicada per Forbes. Des d'aquell temps, Edwin S. Grosvenor ha estat el seu editor. La publicació va ser suspesa el 2013. La publicació germana Invention and Technology s'havia deixat de publicar el 2011.

## Editors
- Bruce Catton (1954-1959)[4]
- Oliver Jensen (1959-1976)[5]
- Alvin M. Josephy, Jr. (1976-1978)[6]
- Geoffrey Ward (1978-1982)[7]
- Byron Dobell (1982-1989)[8]
- Richard Snow (1989-2007)[9]
- Edwin S. Grosvenor (2007–present)[10]

## Col·laboradors destacats
- Stephen Ambrose
- Kevin Forner
- Alan Brinkley
- Douglas Brinkley
- Henry Steele Commager
- Joseph Ellis
- James Thomas Flexner
- John Un. Garraty
- John Steele Gordon
- T. Un. Heppenheimer
- John Lukacs
- Pauline Maier
- David McCullough
- James M. McPherson
- Arthur M. Schlesinger, Jr.
- Jean Strouse
- Barbara Tuchman[11]

## Premis i reconeixements
La revista ha estat finalista o guanyadora de diversos National Magazine Awards, especialment entre 1985 i 1993:
- 1975, Finalist, National Magazine Award (Visual Excellence), Frank H. Johnson, editor	[12]
- 1985, Winner, National Magazine Award (General Excellence), Byron Dobell, editor	[13]
- 1985, Winner, National Magazine Award (Single-Topic Issue), Byron Dobell, editor	[14]
- 1986, Finalist, National Magazine Award (General Excellence), Byron Dobell, editor	[13]
- 1986, Finalist, National Magazine Award (Design), Byron Dobell, editor, Beth Whitaker, art director	[13]
- 1987, Finalist, National Magazine Award (General Excellence), Byron Dobell, editor	[15]
- 1988, Finalist, National Magazine Award (General Excellence), Byron Dobell, editor	[16]
- 1989, Winner, National Magazine Award (General Excellence), Byron Dobell, editor	[17]
- 1990, Finalist, National Magazine Award (Design), Byron Dobell, editor, Theodore Kalomirakis, art director	[18]
- 1990, Finalist, National Magazine Award (General Excellence), Byron Dobell, editor	[19]
- 1991, Finalist, National Magazine Award (General Excellence), Byron Dobell, editor	[20]
- 1993, Finalist, National Magazine Award (General Excellence), Richard F. Snow, editor	[21]
- 1999, Finalist, National Magazine Award (General Excellence), Richard F. Snow, editor	[22]